# Anne Gøye

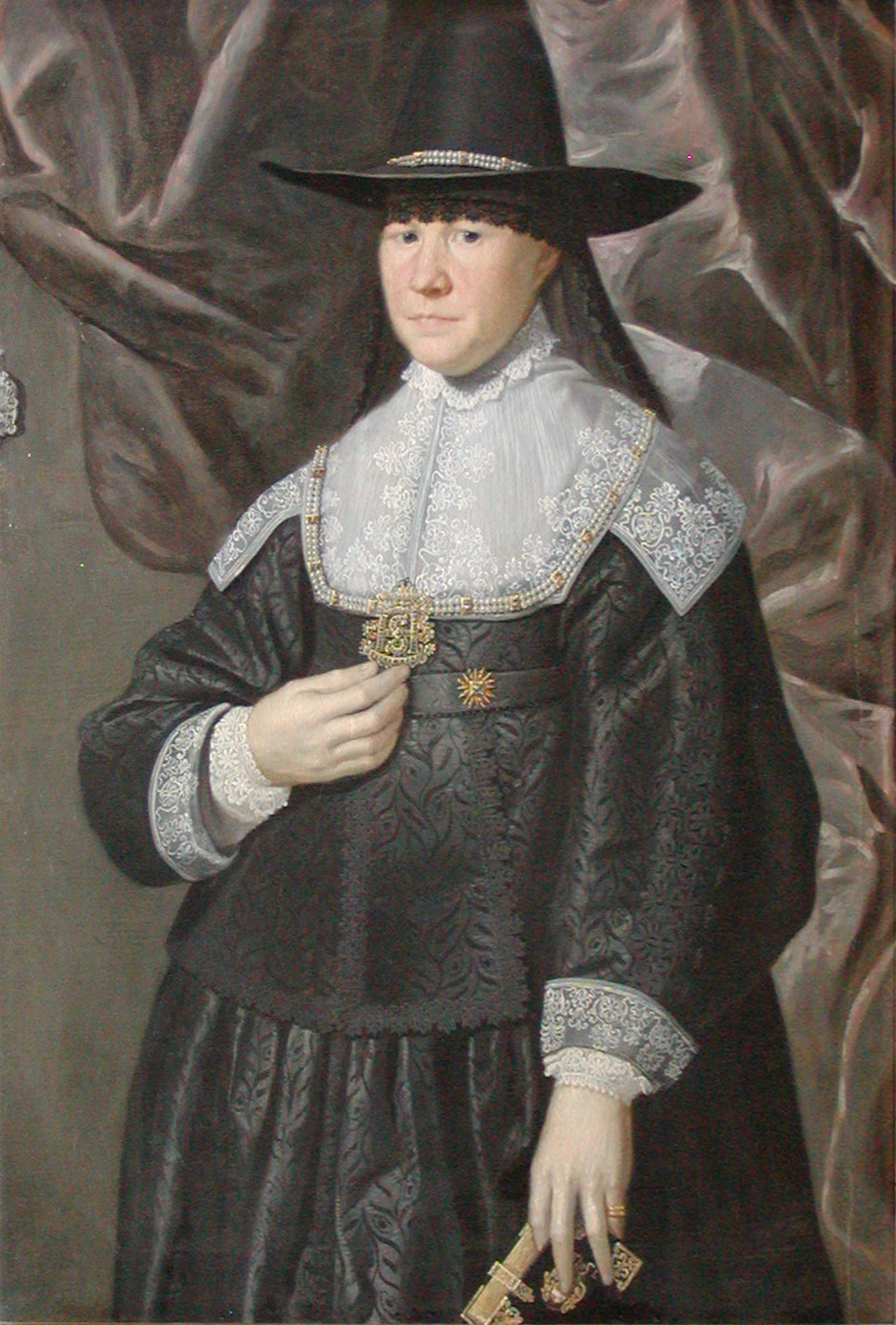
Anne Gøye. Efter porträtt på Frederiksborgs slott.

Anne Gøye eller Gjøe  född 1609, död 1681, var en dansk boksamlare. 
Hon var sonsonsdotter till Henrik Gøye, dotter till Henrik Gøye och Birgitte Brahe. Hon gifte sig aldrig, och levde efter sin mors död 1619 hos sina syskon. 1660-1674 bodde hon på sin egen gård Næstved och därefter i Odense Adelige Jomfrukloster. 
Anne Gøye samlade ett stort bibliotek, som hon lämnade efter sig till sin brors dotterdotter, Karen Brahe och som ännu bär dennas namn.